# جزيرة هوتاكالو
جزيرة هوتاكالو وهي جزيرة من جزر إندونيسيا، وتقع في إقليم غورونتالو، ضمن أرخبيل سولاوسي.